# Královská pevnost dynastie Ho
Královská pevnost dynastie Ho (vietnamsky Thành nhà Hồ nebo Thành Tây Đô) je pevnost v severovietnamské provincii Thanh Hoa (viet. Thanh Hoá), postavená v r. 1397 jako nové královské sídlo. Pod názvem Tay Do (viet. Tây Đô, Západní hlavní město) se toto místo nakrátko, v l. 1397-1407, stalo hlavním městem vietnamské říše Dai Viet (viet. Đại Việt, do 1400), respektive Dai Ngu (viet. Đại Ngu, 1400-1407).
Pevnost je vybudována z kamenných bloků (2 m x 1 m x 0,70 m) na obdélníkovém půdorysu o stranách 870,5 m a 883,5 m. V hradbě 5 m vysoké jsou čtyři brány. Uvnitř pevnosti se zachovaly ruiny původního paláce.
V červnu 2011 byla královská pevnost dynastie Ho zapsána na seznam Světového dědictví UNESCO.